# Coalville (Leicestershire)
Coalville is een marktstad in het bestuurlijke gebied North West Leicestershire, in het Engelse graafschap Leicestershire. De stad telde in 2017 5988 inwoners.
Coalville ligt aan de hoofdweg A511 tussen Leicester en Burton upon Trent, dicht bij het knooppunt 22 van de autosnelweg M1, waar de A511 en de A50 tussen Ashby-de-la-Zouch en Leicester samen komen. De stad grenst in het oosten aan de hoogvlakte van het Charnwood Forest.

## Fotogalerij

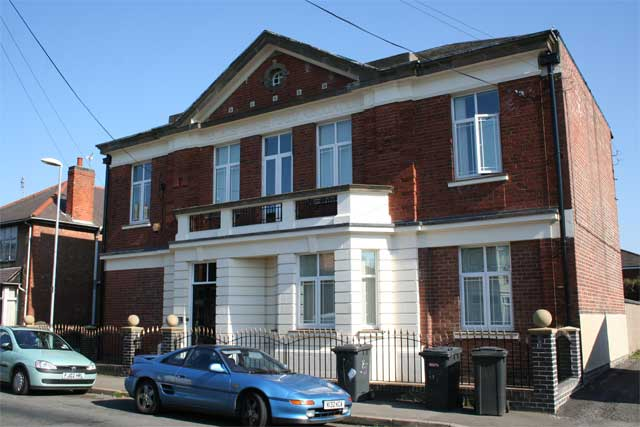
Het Leicestershire Miners' Association building
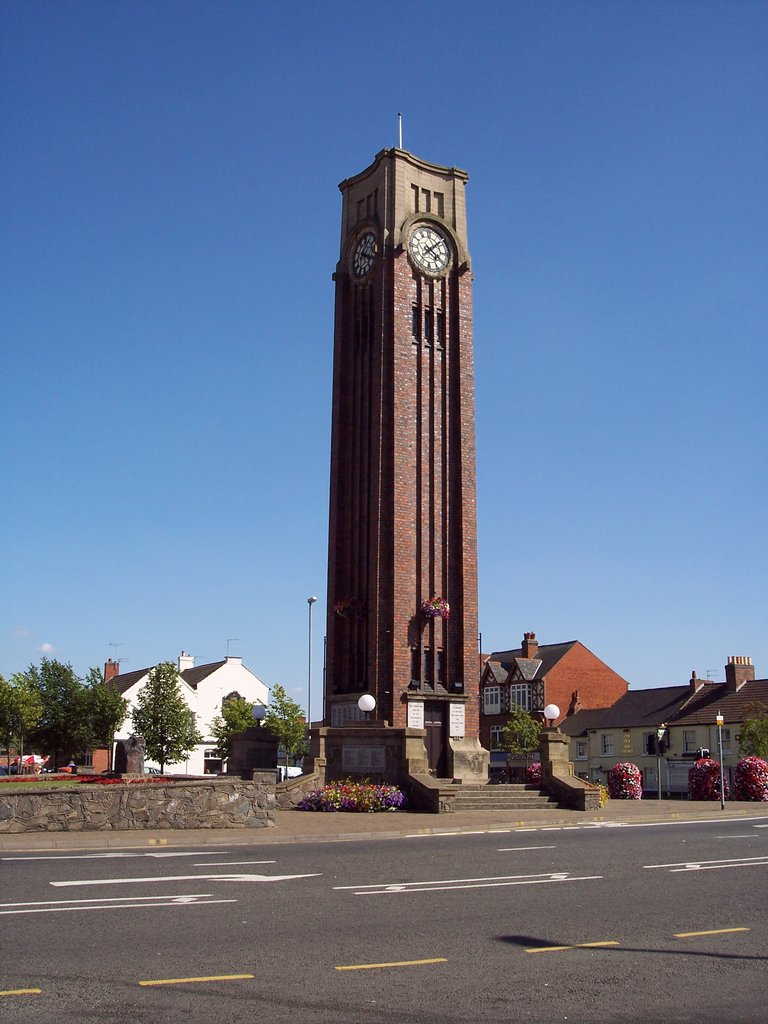
De klokkentoren
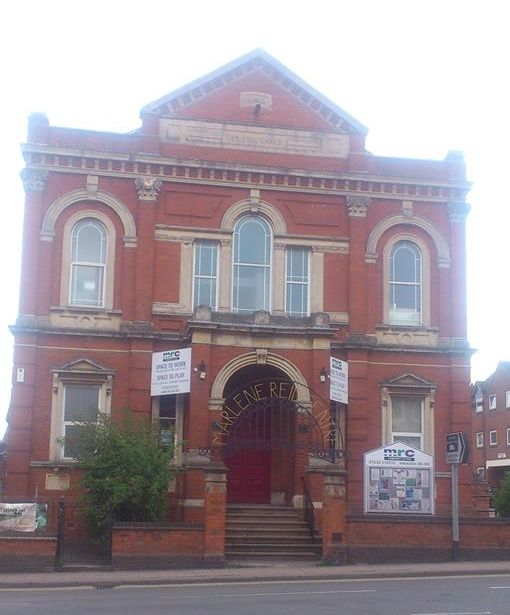
De Coalville Wesleyan Methodist Chapel
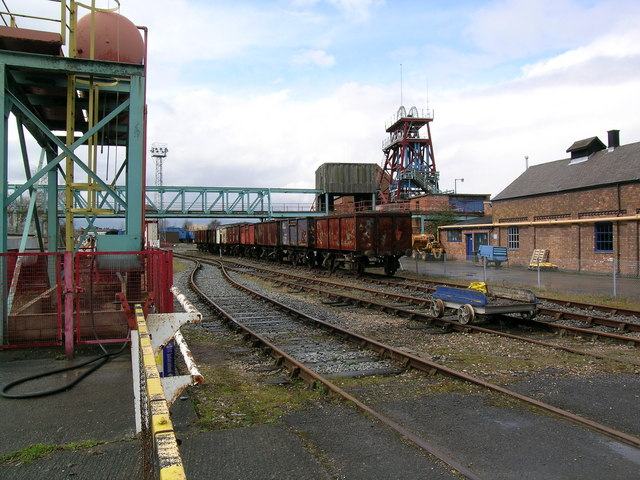
Snibston Discovery Museum